# EZ Game Street!
EZ Game Street!（イージーゲームストリート）は、au（KDDI・沖縄セルラー電話）が提供していたEZアプリ(BREW)。
提供開始日は2005年2月10日。2008年9月30日にサービスが終了された。
スクウェア・エニックスの技術協力により開発した、au携帯電話のEZアプリ (BREW) に対応するゲーム（以下、単に「ゲーム」と表記する）を検索するためのポータルである。
ゲームは、各種コンテンツプロバイダーにより大量に提供されているが、それらは各サイトでバラバラに配信されており、ユーザがある特定のゲームをダウンロードしようと思った際には、それを提供しているサイトまでいちいち行く必要があった。また、ゲームのタイトルやコンテンツプロバイダーが不明だと、探すのが困難な事も多かった。
「EZ Game Street!」は43社（サービス開始当時）のコンテンツプロバイダーの協力を得て、異なるコンテンツプロバイダーのゲームを一度に検索可能とした。
また、それぞれのゲームごとに動きのあるキャラクターがアイコンとして表示され、タイトルなどが不明でもゲームを探し出す事が出来た。

## 検索方法
タイトルゲームタイトルから検索
ジャンルロールプレイングゲーム・シューティングゲーム等ジャンル別に検索
おまかせランダムに検索
新着新しいゲームを検索
メーカーゲームメーカー名から検索
オススメKDDIからお薦めのゲームを紹介